# Gandu (Brazilië)
Gandu is een gemeente in de Braziliaanse deelstaat Bahia. De gemeente telt 31.819 inwoners (schatting 2009).

## Aangrenzende gemeenten
De gemeente grenst aan Ibirapitanga, Nova Ibiá, Nilo Peçanha, Piraí do Norte en Wenceslau Guimarães.

## Verkeer en vervoer
De plaats ligt aan de noord-zuidlopende weg BR-101 tussen Touros en São José do Norte. Daarnaast ligt ze aan de wegen BA-120, BA-250 en BA-544.